# 마르쿠스 토렌
토마스 안데르스 마르쿠스 토렌(스웨덴어: Thomas Anders Marcus Thorén, 1971년 4월 14일~)은 스웨덴의 태권도 선수이다. 2000년 하계 올림픽에 참가했으며 유럽 태권도 선수권 대회에서 동메달 1개를 획득했다.